# Robert Krieg
Robert Krieg (* 1949 in Bad Ems) ist ein deutscher Dokumentarfilmer, Soziologe und Autor.

## Leben
Krieg studierte Soziologie, Publizistik und Ethnologie und arbeitete danach als Lehrbeauftragter an der Fachhochschule Dortmund und den Universitäten Osnabrück und Bielefeld. Für die Robert Bosch Stiftung und das Ministerium für Arbeit, Gesundheit und Soziales des Landes Nordrhein-Westfalen war er als Soziologe tätig und führte sozialwissenschaftliche Forschungsprojekte zu den Themenschwerpunkten Marginalisierung und Migration durch.
Seit 1983 arbeitet er hauptsächlich als Dokumentarfilmer in Deutschland, Europa, Lateinamerika und im Nahen Osten. In den 1990er-Jahren war er Dozent an der Internationalen Hochschule für Film und Fernsehen in San Antonio (Kuba) und leitete gemeinsam mit Dagmar Wünnenberg in den palästinensischen Gebieten ein von der Europäischen Union gefördertes Ausbildungsprojekt für Radio- und Fernsehjournalismus. 1997 gründete er gemeinsam mit Monika Nolte in Köln eine Autorengemeinschaft und Produktion für Film, Fernsehen und Hörfunk. 2001 dokumentierten sie in dem Film Weißes Gold das Lebenswerk seines Urgroßvaters Hermann Fölsch, der als einer der ersten Kaufleute in Chile eine Salpetermine betrieb.
Krieg arbeitete von 1977 bis 1978 bei der Zeitschrift Die Republik mit. Seit 2009 schreibt er regelmäßig Artikel für die Zeitschrift Graswurzelrevolution.
Er ist Mitglied in der Arbeitsgemeinschaft Dokumentarfilm und im Filmbüro NW, dessen Vorstand er 1989 bis 1992 sowie 2007 bis 2014 angehörte, und vertritt im Beirat von FILM+SCHULE NRW das Filmbüro NW sowie im geschäftsführenden Ausschuss des Fernsehworkshops Entwicklungspolitik die Arbeitsgemeinschaft Dokumentarfilm. Von 2016 bis 2021 war er zudem Mitglied des WDR-Rundfunkrats.

## Filmographie (Auswahl)
- Flucht ins Gemeindehaus, Deutschland, 1983
- Wer nichts hat, kann noch von allem träumen, Algerien/Westsahara, 1986
- Intifada, Palästina, 1989
- Besetzter Traum, Deutschland, 1991
- Brief aus Kuba, Kuba, 1992
- „Ich kam nach Palästina…“, Israel, 1998
- Adiós General, Chile, 1999
- Europa war so nah, Serbien, 2000
- Weißes Gold – Das Salz der Wüste, Chile, 2001
- Die Provinz, die Revolte und das Leben danach, Deutschland, 2004
- „Lebensunwert“, Deutschland, 2005
- Ein Dorf in Europa, Italien, 2007
- Kinder der Steine – Kinder der Mauer, Palästina, 2010
- Newo Ziro – Neue Zeit, Deutschland, 2012
- Desert Inspiration, Deutschland/Marokko, 2015
- Unser Europa, Deutschland/Estland/Italien/Spanien/Serbien, 2017
- Experiment Rojava in Syrien – Eine Gesellschaft im Aufbruch, Syrien, 2019

## Schriften
- „Die nicht vorhersehbare Spätentwicklung des Paul W.“ In: Karl Heinz Roth (Hrsg.): Erfassung zur Vernichtung. Verlagsgesellschaft Gesundheit 1984. ISBN 3-922866-16-6.
- Die Stimme Palästinas. In: Christine Idems/Matthias Schoormann (Hrsg.): Soziologie im Minenfeld. Lit Verlag 2000. ISBN 978-3-8258-4676-3.
- Kultur und nationale Identität. In: kulturpolitische mitteilungen Nr. 81, II/1998.
- „Ich lehre Euch: Gedächtnis!“ (Rede auf einer Gedächtnisveranstaltung anlässlich des zweiten Todestages von Paul Wulf). In: Graswurzelrevolution 261, September 2001. Online verfügbar.
- Lebensunwert? In: Freundeskreis Paul Wulf (Hrsg.): Lebensunwert? Paul Wulf und Paul Brune – NS-Psychiatrie, Zwangssterilisierung und Widerstand. Verlag Graswurzelrevolution 2007. ISBN 978-3-939045-05-2.
- Das System Berlusconi. In: Graswurzelrevolution 340, Juni 2009. Online verfügbar.
- Wie entsteht „politisches Kino“? In: Julius-Leber-Forum der Friedrich-Ebert-Stiftung (Hrsg.): Mit Bildern bewegen – der politische Film heute. Hamburg 2009. ISBN 978-3-86872-207-9.
- Robert Krieg/Daniel Daemgen: … und über uns kein Himmel. Verlag Graswurzelrevolution 2012. ISBN 978-3-939045-18-2.
- „Es war eine spontane Revolution“. In: Graswurzelrevolution 372, Oktober 2012. Online verfügbar.
- „Besonders, nicht krank“, In: Graswurzelrevolution 440, Juni 2019. Online verfügbar.
- Der türkische Überfall auf Rojava. In: Graswurzelrevolution 443, November 2019. Online verfügbar.
- Dystopische Zukunft? In: Graswurzelrevolution 450, Sommer 2020. Online verfügbar.
- Robert Krieg: Blütenträume. Eine deutsch-deutsche Geschichte. Rhein-Mosel-Verlag 2020. ISBN 978-3-89801-441-0.
- Marginalisierung und Inklusion – Paul Wulf war seiner Zeit voraus. In: Freundeskreis Paul Wulf (Hrsg.): „Ich lehre Euch Gedächtnis“ Paul Wulf: NS-Opfer – Antifaschist – Aufklärer. Unrast Verlag 2021. ISBN 978-3-89771-087-0.
- Gemeinwohl oder Markt: Der öffentlich-rechtliche Rundfunk am Scheideweg. In: Blätter für deutsche und internationale Politik, Juni 2021. Online verfügbar.
- Klimakrise und öffentlich-rechtlicher Auftrag: Die Versäumnisse der öffentlich-rechtlichen Medien. In: KLIMA° vor acht e. V. (Hrsg.): Medien in der Klima-Krise. oekom verlag 2022. ISBN 978-3-96238-385-5.
- Nicht im luftleeren Raum. In: Graswurzelrevolution 469, Mai 2022. Online verfügbar.
- konbit (kreyol: traditionelle Form der kollektiven Arbeit) oder, was die Documenta 15 anzubieten hat. In: Beueler-Extradienst, 8. August 2022. Online verfügbar.
- „Mit dem Essen kommt der Appetit“. In: Graswurzelrevolution 478, April 2023. Online verfügbar.
- Das andere Italien, In: Graswurzelrevolution 480, Sommer 2023. Online verfügbar
- Wenn der Terror die Oberhand gewinnt. In: Graswurzelrevolution 484, Dezember 2023. Online verfügbar.
- Tod eines Kameramanns. In: Graswurzelrevolution 486, Februar 2024. Online verfügbar.
- Starke Frauen in Rojava. In: Graswurzelrevolution 489, Mai 2024. Online verfügbar.
- Brief an einen spanischen Freund. In: Graswurzelrevolution 491, September 2024. Online verfügbar.

## Belege
1. ↑  Uwe Nettelbeck (Hrsg.): Die Republik. Band 10-15, 27, 28-33. Die Republik, Salzhausen/Frankfurt am Main (1977-1978).

| Personendaten    | Personendaten              |
| ---------------- | -------------------------- |
| NAME             | Krieg, Robert              |
| KURZBESCHREIBUNG | deutscher Dokumentarfilmer |
| GEBURTSDATUM     | 1949                       |
| GEBURTSORT       | Bad Ems                    |